# Montbarrey
Montbarrey település Franciaországban, Jura megyében. Lakosainak száma 306 fő (2022. január 1.). Montbarrey La Vieille-Loye, Belmont, Mont-sous-Vaudrey, Ounans, Santans és Vaudrey községekkel határos.

## Népesség
A település népességének változása:
| Lakosok száma | 281  | 263  | 245  | 336  | 325  | 315  | 317  | 310  | 306  | 306  |
|               | 1968 | 1982 | 1990 | 2006 | 2013 | 2015 | 2017 | 2019 | 2020 | 2022 |